# Carnaval de Artigas

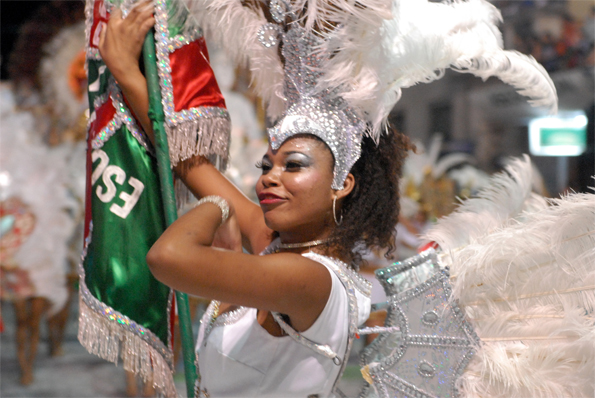
Carnaval de Artigas en 2010.

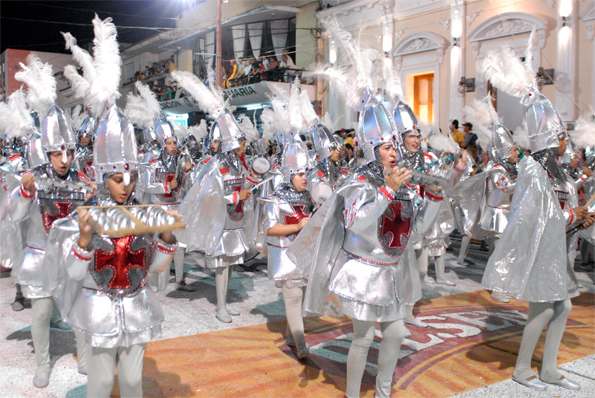
Batería de Barrio Rampla en el Carnaval de Artigas 2010.

El Carnaval de la ciudad de Artigas, departamento de Artigas, Uruguay, es la principal fiesta popular del departamento, atrayendo miles de visitantes año tras año. Está inspirado en el carnaval de Río de Janeiro, adaptando sus reglamentos, músicas, bailes y estilos estéticos.

## Descripción
La esencia de la propuesta artística es el “enredo” (nudo temático); el mismo debe tratar algún tema de interés sociocultural. 
En el desfile, el enredo debe desarrollarse respetando el hilo conductor propuesto, a través de arros alegóricos y fantasías, al compás del Samba Enredo, la música interpretada en vivo por los "puxadores", acompañados armónicamente por la "Batería" (cuerpo de percusionistas).
Participan varias escuelas de samba, presentando las principales cerca de mil doscientos integrantes cada una. Las mismas cuentan con aproximadamente una hora para completar su desfile por la principal avenida de la la ciudad de Artigas, la Avenida Cnel. Carlos Lecueder, con sus "destaques", carros alegóricos, batería y sus distintas "alas", representando a los diferentes barrios y situaciones culturales de la ciudad.
Alrededor de ocho mil personas están comprometidas en su realización, con alrededor de seis mil personas participando activamente en los desfiles. 
Este evento es organizado por la Comisión Organizadora del carnaval de Artigas, por la Intendencia Departamental de Artigas, y por FE.D.E.S.A. (Federación De Escuelas de Samba de Artigas, a la que pertenecen las cuatro escuelas más grandes de la ciudad). 
Los desfiles se realizan en tres días dependiendo de la organización y del número de escuelas que se presenten. 
Además de F.E.D.E.S.A., existe un segundo grupo con escuelas más pequeñas denominado A.E.S.A. (Asociación de Escuelas de Samba de Artigas), cuyos integrantes son:
*Escuela de Samba Barrio Zorrilla
*Escuela de Samba Emperatriz del Progreso
*Escuela de Samba Garra y Corazón
En el año 2022 se presentó una nueva escuela de samba llamada Dragões do Morro, la cual no pertenece a ninguna asociación de Artigas antes mencionada. La misma representa al Cerro Ejido y desde que se fundó desfila como escuela invitada.
En el año 2023, y luego de casi 10 años sin desfilar, Escuela de Samba Barrio Pirata fue refundada, volviendo a desfilar en Avenida Lecueder como invitada.
Entre dieciocho mil y veintidós mil personas concurren a presenciar cada día de desfile, siendo la cantidad de turistas de otras partes de Uruguay y de otros países de la región superada año a año, lo que hace difícil poder determinar con exactitud las cifras de turistas que invaden la ciudad.
La vigente campeona es la escuela de samba Académicos.

## Escuelas de samba de FEDESA
- Escuela de Samba Emperadores de la Zona Sur
- Escuela de Samba Barrio Rampla
- Escuela de Samba Académicos
- Escuela de Samba Imperio del Ayuí

## Lista de campeonas del Grupo Especial (hoy FEDESA)
| Año  | Escuela campeona           | Veces campeona |
| ---- | -------------------------- | -------------- |
| 1993 | Barrio Rampla              | 1              |
| 1994 | Barrio Rampla              | 2              |
| 1995 | Barrio Pirata              | 1              |
| 1996 | Académicos                 | 1              |
| 1997 | Sol Naciente del Rampla    | 1              |
| 1998 | Barrio Rampla              | 3              |
| 1999 | Barrio Rampla              | 4              |
| 2000 | Barrio Rampla              | 5              |
| 2001 | Barrio Rampla              | 6              |
| 2002 | Emperadores de la Zona Sur | 1              |
| 2003 | Emperadores de la Zona Sur | 2              |
| 2004 | Barrio Rampla              | 7              |
| 2005 | Barrio Rampla              | 8              |
| 2006 | Emperadores de la Zona Sur | 3              |
| 2007 | Barrio Rampla              | 9              |
| 2008 | Barrio Rampla              | 10             |
| 2009 | Barrio Rampla              | 11             |
| 2010 | Barrio Rampla              | 12             |
| 2011 | Barrio Rampla              | 13             |
| 2012 | Barrio Rampla              | 14             |
| 2013 | Barrio Rampla              | 15             |
| 2014 | Barrio Rampla              | 16             |
| 2015 | Emperadores de la Zona Sur | 4              |
| 2016 | Emperadores de la Zona Sur | 5              |
| 2017 | Barrio Rampla              | 17             |
| 2018 | Barrio Rampla              | 18             |
| 2019 | Barrio Rampla              | 19             |
| 2020 | Barrio Rampla              | 20             |
| 2022 | Emperadores de la Zona Sur | 6              |
| 2023 | Académicos                 | 2              |
| 2024 | Académicos                 | 3              |
| 2025 | Barrio Rampla              | 21             |

## PALMARÉS
| Escuela                    | Títulos | Años campeón |
| -------------------------- | ------- | --- |
| Barrio Rampla              | 21      | 1993, 1994, 1998, 1999, 2000, 2001, 2004, 2005, 2007, 2008, 2009, 2010, 2011, 2012, 2013, 2014, 2017, 2018, 2019, 2020, 2025 |
| Emperadores de la Zona Sur | 6       | 2002, 2003, 2006, 2015, 2016, 2022                                                                                           |
| Académicos                 | 3       | 1996, 2023, 2024 |
| Sol Naciente del Rampla    | 1       | 1997 |
| Barrio Pirata              | 1       | 1995 |